# Benni Atria
Benedetto Atria, detto Benni (Castelvetrano, 15 agosto 1962), è un montatore italiano.

## Filmografia

### Montatore

#### Cinema
- Uno a te uno a me e uno a raffaele, regia di Jon Jost (1994)
- Ce ne ricorderemo di questo Pianeta, regia di Salvo Cuccia – documentario (2000)
- Détour De Seta, regia di Salvo Cuccia – documentario (2005)
- Il mio paese, regia di Daniele Vicari (2006)
- Oltre Selinunte, regia di Salvo Cuccia – documentario (2006)
- La nostra chiesa, regia di Guido Chiesa e Enzo Mercuri – documentario (2007)
- Possibili rapporti. Due poeti. Due voci, regia di Nelo Risi (2008)
- Le quattro volte, regia di Michelangelo Frammartino (2010)
- Fughe e approdi, regia di Giovanna Taviani – documentario (2010)
- Fuori rotta, regia di Salvo Cuccia – documentario (2010)
- Diaz - Don't Clean Up This Blood, regia di Daniele Vicari (2012)
- La nave dolce, regia di Daniele Vicari – documentario (2012)
- Noi non siamo come James Bond, regia di Mario Balsamo – documentario (2013)
- Alberi, regia di Michelangelo Frammartino – video installazione (2013)
- Il riscatto, regia di Giovanna Taviani – documentario (2013)
- Via Castellana Bandiera, regia di Emma Dante (2013)
- The Lack, regia di Iacopo Bedogni e Nicolò Massazza (2014)
- Summer '82: When Zappa Came to Sicily, regia di Salvo Cuccia – documentario (2014)
- Mia madre fa l'attrice, regia di Mario Balsamo – documentario (2015)
- Sole cuore amore, regia di Daniele Vicari (2016)
- L'ordine delle cose, regia di Andrea Segre (2017)
- Oltre il confine, la storia di Ettore Castiglione, regia di Andrea Azzetti, Federico Massa – documentario (2017)
- Il grande spirito, regia di Sergio Rubini (2019)
- Le sorelle Macaluso, regia di Emma Dante (2020)
- Il buco, regia di Michelangelo Frammartino (2021)
- Orlando, regia di Daniele Vicari (2022)
- Misericordia, regia di Emma Dante (2023)

#### Televisione
- Come fai sbagli – miniserie TV, 12 episodi (2016)
- Prima che la Notte, regia di Daniele Vicari – film TV (2018)

### Sound Design
- Io ballo da sola, regia di Bernardo Bertolucci (1996)
- Nel profondo paese straniero, regia di Fabio Carpi (1997)
- La vita è bella, regia di Roberto Benigni (1997)
- Un uomo perbene, regia di Maurizio Zaccaro (1999)
- Malèna, regia di Giuseppe Tornatore (2000)
- Il partigiano Johnny, regia di Guido Chiesa (2000)
- La stanza del figlio, regia di Nanni Moretti (2001)
- Santa Maradona, regia di Marco Ponti (2001)
- Rax, regia di Roberto Paci Dalò – documentario (2001)
- Un'ora sola ti vorrei, regia di Alina Marazzi – documentario (2001)
- Velocità massima, regia di Daniele Vicari (2002)
- Aprimi il cuore, regia di Giada Colagrande (2002)
- Lavorare con lentezza, regia di Guido Chiesa (2003)
- La finestra di fronte, regia di Ferzan Özpetek (2003)
- Fame chimica, regia di Antonio Bocola e Paolo Vari (2003)
- A/R Andata + Ritorno, regia di Marco Ponti (2004)
- La spettatrice, regia di Paolo Franchi (2004)
- Lavorare con lentezza, regia di Guido Chiesa (2004)
- L'Orizzonte degli Eventi, regia di Daniele Vicari (2005)
- Détour De Seta, regia di Salvo Cuccia – documentario (2005)
- Vogliamo anche le rose, regia di Alina Marazzi – documentario (2007)
- Il Passato è una Terra Straniera, regia di Daniele Vicari (2008)
- Il silenzio di Pelešjan, regia di Pietro Marcello – documentario (2011)
- Via Castellana Bandiera, regia di Emma Dante (2013)
- Alberi, regia di Michelangelo Frammartino – video installazione (2013)
- The Lack, regia di Iacopo Bedogni e Nicolò Massazza (2014)
- Sole, cuore, amore, regia di Daniele Vicari (2017)
- Selfie, regia di Agostino Ferrente – documentario (2019)
- Le sorelle Macaluso, regia di Emma Dante (2020)
- Il buco, regia di Michelangelo Frammartino (2021)

## Riconoscimenti
Nastri d'argento
- 2012 – Nastro d'argento al migliore montaggio per Diaz - Don't Clean Up This Blood
- 2021 - Nastro d'argento al migliore montaggio per Le sorelle Macaluso[1]

David di Donatello
- 2013 – David di Donatello per il miglior montatore per Diaz - Don't Clean Up This Blood

Ciak d'oro
- 2012 – Ciak d'oro per il migliore montaggioper Diaz - Don't Clean Up This Blood[2]